# Костолевский, Матвей Робертович
Матве́й Ро́бертович Костоле́вский (род. 22 марта 1942, Москва) — российский композитор и дирижёр, альтист. Заслуженный артист Российской Федерации.

## Биография
Окончил Московскую Государственную консерваторию по классу альта в 1966 году.
Руководил одним из ансамблей ресторана «Прага», затем играл в оркестрах московских театров имени Маяковского, на Малой Бронной, Миниатюр.
С 1994 года — руководитель и дирижёр оркестра Театра имени Моссовета.

## Семья
- Отец — Роберт Матвеевич Косталевский (1913—1953)[7][8][9].
- Дочь — Наталия Костолевская, скрипачка оркестра «Новая опера»[10].
- Двоюродный брат — Игорь Матвеевич Костолевский, актёр.

## Фильмография

### Композитор
- 1987 — Смотрите, кто пришёл (телеспектакль, творческое объединение «Экран»)
- 2007 — Учитель танцев (фильм-спектакль)
- 2007 — Муж, жена и любовник (фильм-спектакль)

### Роли в кино
- 2012 — Кастинг (фильм-спектакль)
- 2007 — Муж, жена и любовник (фильм-спектакль) — музыкант

## Музыкальное оформление спектаклей
- Заповедник
- Мужчины по выходным
- Серебряный век
- Царство отца и сына
- Циники